# 泉田珠華
泉田 珠華（いずみだ みか、1973年9月8日 - ）は日本の女優、タレント。浅井企画所属。本名は泉田 亜紀子（いずみだ あきこ）。旧芸名は泉田 美夏。神奈川県出身。血液型はO型。

## 経歴
1991年に欽ちゃん劇団に入団し、1992年にアイドルグループ・ブカブカを結成。CBSソニーから映画『ゴジラvsメカゴジラ』のキャンペーンソングなどを発売後、1996年にメンバーの脱退により解散、その後女優として活躍。2009年に改名した。

## 出演

### テレビドラマ
- 天才てれびくん ドラまちがい（NHK） - 真辺理佐 役
- 月曜ミステリー劇場 万引きGメン・二階堂雪⑦逃亡（TBS）
- 夏樹静子ミステリー アリバイの彼方に4（フジテレビ）
- OLヴィジュアル系（テレビ朝日）
- 長崎ぶらぶら節（テレビ朝日） - 芸者 役
- 水曜ミステリー9 多摩南署たたき上げ刑事・近松丙吉（テレビ東京）
- 女と愛とミステリー 狂った計算（テレビ東京）

### バラエティ・情報番組
- ウンナン世界征服宣言（日本テレビ）
- ダウンタウン汁(TBS)
- フレッシュワイワイ百貨店(TBS)
- 邦子と徹のあんたが主役（テレビ朝日）
- 歌謡ビンビンハウス（テレビ朝日）
- 超野球ファイターズ（テレビ東京） - ナレーション

### ラジオ
- ウィークエンドルー(TBS)
- コサキン快傑アドレナリン(TBS)
- 週刊ツムラ街角パラダイス（1996年、TBS） - レポーター
- OH!デカナイトつかちゃんのほがらか大放送（ニッポン放送）
- 斉藤一美のとんカツワイド（文化放送）
- サンデーナビゲーション（1997年 - 1999年3月、SKY PerfecTV! スターデジオ） - パーソナリティー

### 映画
- 第1回 欽ちゃんのシネマジャック ⑤なんかへん？（1993年4月公開）
- パラサイト・イヴ（1997年2月公開）
- 催眠（1999年6月公開）
- いかレスラー（2004年7月公開）
- 煙をめぐる冒険（2010年8月公開）
- ライフ・イズ・デッド（2012年2月公開） - 荒十叶 役
- 騒音（2015年5月公開） - 居酒屋の客（温泉施設行きたい派）役

### 舞台
- under love 〜地下室の弁護士〜（2003年4月23日 - 27日、T1project公演、劇場MOMO）
- Come to oneself 〜under love2〜（2004年5月18日 - 23日、T1project公演、ザ・ポケット）
- 忠臣蔵 〜水戸黄門外伝・元禄仇討ち裏事情〜（2006年9月13日 - 18日、WAKI組公演、銀座博品館劇場）
- W氏の帰れない夜（2013年4月23日 - 29日、下北沢小劇場楽園、エンゲキ555号公演、作・演出：西田シャトナー）